# Yokozuna
Agatupu Rodney Anoaʻi (2. října 1966 – 23. října 2000) byl americký profesionální zápasník. Nejvíce se proslavil působením ve společnosti World Wrestling Federation (WWF), kde zápasil pod přezdívkou Yokozuna. Dále také působil ve společnosti New Japan Pro-Wrestling (NJPW) jako Great Kokina.
Ztvárňoval roli sumo zápasníka, přičemž jeho ringname byl odkazem na nejvyšší hodnost v profesionálním sumo zápase v Japonsku. Byl původem Američan, ale pocházel nejspíše z Polynésie. Manažera mu v ringu dělal Mr. Fuji (ve skutečnosti japonský Američan), který ho následoval k ringu s dřevěným kbelíkem soli a mával japonskou vlajkou.
Mezi jeho největší kariérní úspěchy jsou zařazeny dvě držení WWF Championship a vítězství v Royal Rumble 1993.
Dne 31. března 2012 byl Yokozuna uveden do síně slávy WWE svými bratranci, Jeyem a Jimmym Usem a Rikishim.

## Osobní život
Yokozuna byl členem zápasnické rodiny Anoaʻi, jeho bratranci byli Roman Reigns, Rikishi, Samu, Rosey, Manu, Umaga a The Rock. Měl dvě děti, Justina a Keilani. Trpěl arachnofobií.

## Smrt
Dne 23. října 2000 zemřel ve spánku na plicní edém v hotelu Moat House na Paradise Street v Liverpoolu, když byl na wrestlingovém turné po Spojeném království pro All Star Wrestling. Bylo mu 34 let. Jeho tělo nalezl vedoucí dopravy jeho posádky a poté, co do jeho hotelového pokoje přišli záchranáři, bylo zapotřebí šesti mužů, aby jeho tělo přemístili. V té době se široce hovořilo o tom, že zemřel na srdeční selhání nebo infarkt.

## Úspěchy
- WWE
  - WWF Championship (2x)
  - WWF Tag Team Championship (2x) – s Owenem Hartem
  - Royal Rumble (1993)
  - WWE Hall of Fame (2012)